# 厚木シロコロ・ホルモン
厚木シロコロ・ホルモン（あつぎシロコロホルモン）とは、神奈川県厚木市を中心としたホルモン焼き料理である。B級グルメの大会（第3回「B-1グランプリ」2008年）で優勝した。

## 概要
2005年（平成17年）1月に神奈川県、厚木市商店会連合会・街づくり推進プロジェクト・チーム（後の「厚木シロコロ・ホルモン探検隊」）が厚木市の町興し企画として提唱し始めたことがネーミングのきっかけであったが、本厚木駅周辺には戦後まもなくからこのスタイルのホルモン焼き店が軒を連ねており厚木市では伝統的なホルモン焼きの食べ方であった。

## 調理の特徴

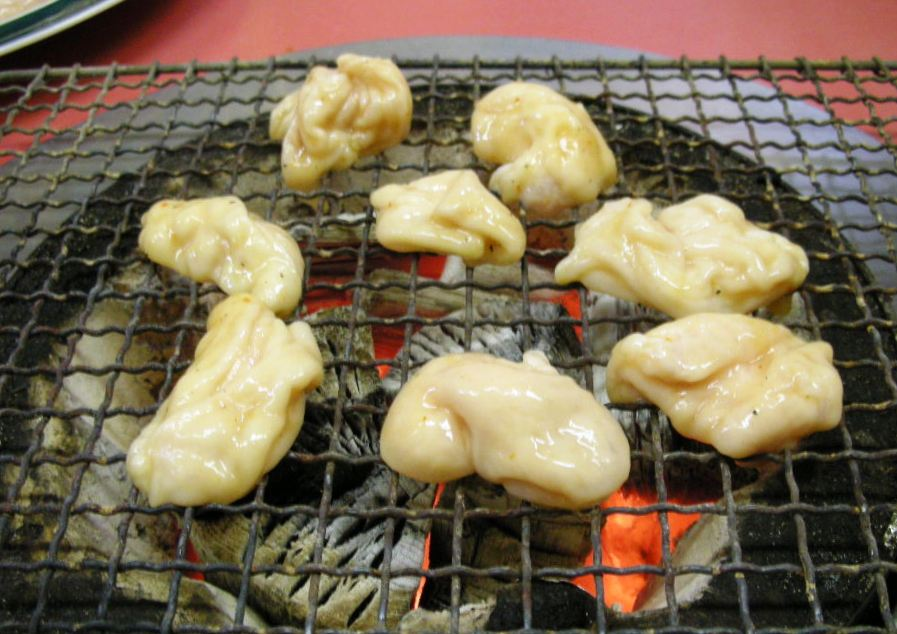
加熱中のシロ

一般的にホルモンとして売られているもの、焼肉店でホルモンとして出てくるものは、どちらも腸を割いて平たく薄くしたものが主である。そして厚木以外では売られているものといえば生でなくボイルしたものがほとんどで、牛も豚も白モツ、として売られている。
ところが厚木で売られている物、焼肉店でホルモンとして出てくるものは、豚ホルモンのやわらかい大腸のみを、割かずに管状のままで脂身を適度につけたまま洗った生の状態で流通している。豚が屠畜処理されたその日のうちに、市内の精肉店、ホルモン焼店に新鮮なホルモンが納品されている。
やわらかな歯応えがある外側の部分と、内側のぶ厚く脂が付いている部分があり、一口大に切ったものを網焼きすると、外側の皮が収縮してコロコロになるのが特徴である。
店ごとにオリジナルのたれが用意されているが市内の多くの店では味噌だれが主流となっている。
なお、同様の調理法として「丸腸」と呼ばれるホルモン焼きがある。丸腸は管状の腸をぶつ切りにしてある。九州などでは外側に付いている脂が内側になるように裏返してあるものも多い。

## B-1グランプリへの参加
2007年に「厚木シロコロ・ホルモン探検隊」がB級ご当地グルメの祭典「B-1グランプリ」に参加するため「愛Bリーグ」に加盟した。同年開催の第2回大会から参加し、翌年（2008年）の第3回大会ではゴールドグランプリを獲得し、2010年に富士宮やきそば等とともに殿堂入りした。また、2010年開催の第5回大会を誘致した結果、厚木市で開催されることが決定し、同年9月18・19日に開催された。
- 2007年 第2回B-1グランプリ富士宮大会 - 第5位
- 2008年 第3回B-1グランプリ久留米大会 - 第1位
- 2009年 第4回B-1グランプリ横手大会 - 第5位
- 2010年 第5回B-1グランプリ厚木大会 - （殿堂入りのため投票対象外）

2012年に地元（厚木市）での活動に重点を置くことを理由に、愛Bリーグから退会した。

## 商標権問題
「厚木シロコロホルモン」「シロコロ」は登録商標（第5138788号ほか3件）であり、厚木シロコロ・ホルモン探検隊の代表者2名が権利者となっている。厚木シロコロ・ホルモン探検隊が2019年9月に解散した後、権利者は商標権を厚木市に売却する予定であったが売却金額をめぐり折り合いが付かなかった。従来のシロコロホルモン販売店の認定制度も2020年3月限りで認定証の更新を止めたため、認定店舗は4月以降「シロコロホルモン」の名称を使えなくなった。
なお2021年3月に上記の商標のうち3件が権利満了となり、2023年時点では「厚木シロコロホルモン探検隊」ののぼりの商標（第5138788号）のみが現存している。

## 関連商品
2009年4月20日にはフリトレーから「B-1グランプリ 厚木シロコロ・ホルモン味」コーンスナックが発売された。